# Kumgangsan

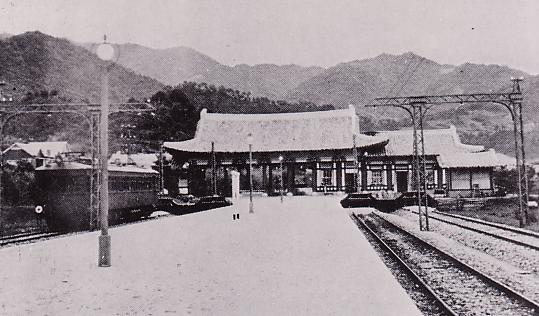
Eindstation Uchi-Kongō aan de voet van de berg (foto tussen 1931 en 1944)

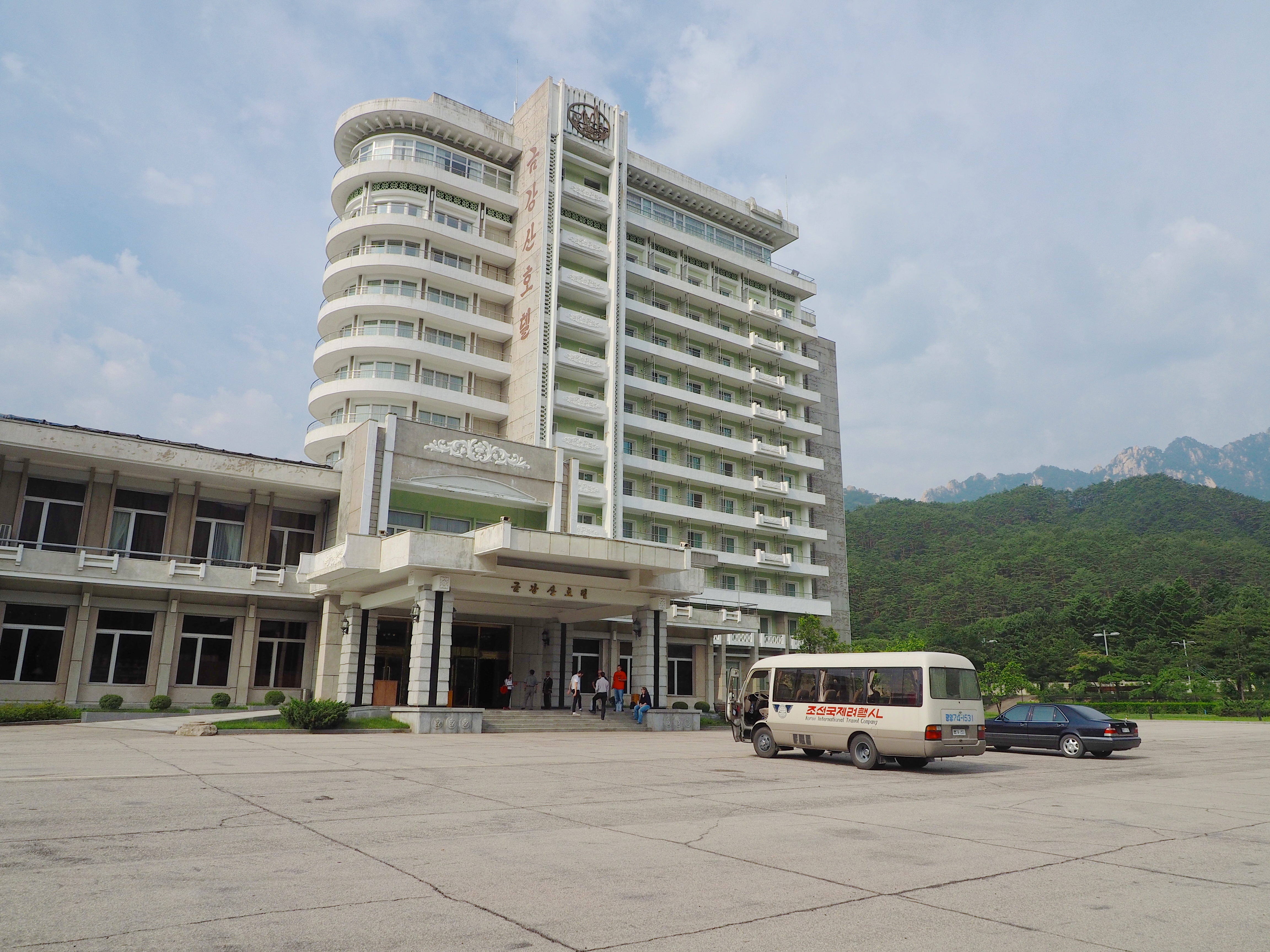
Het hotel van Hyundai Asan (2014)

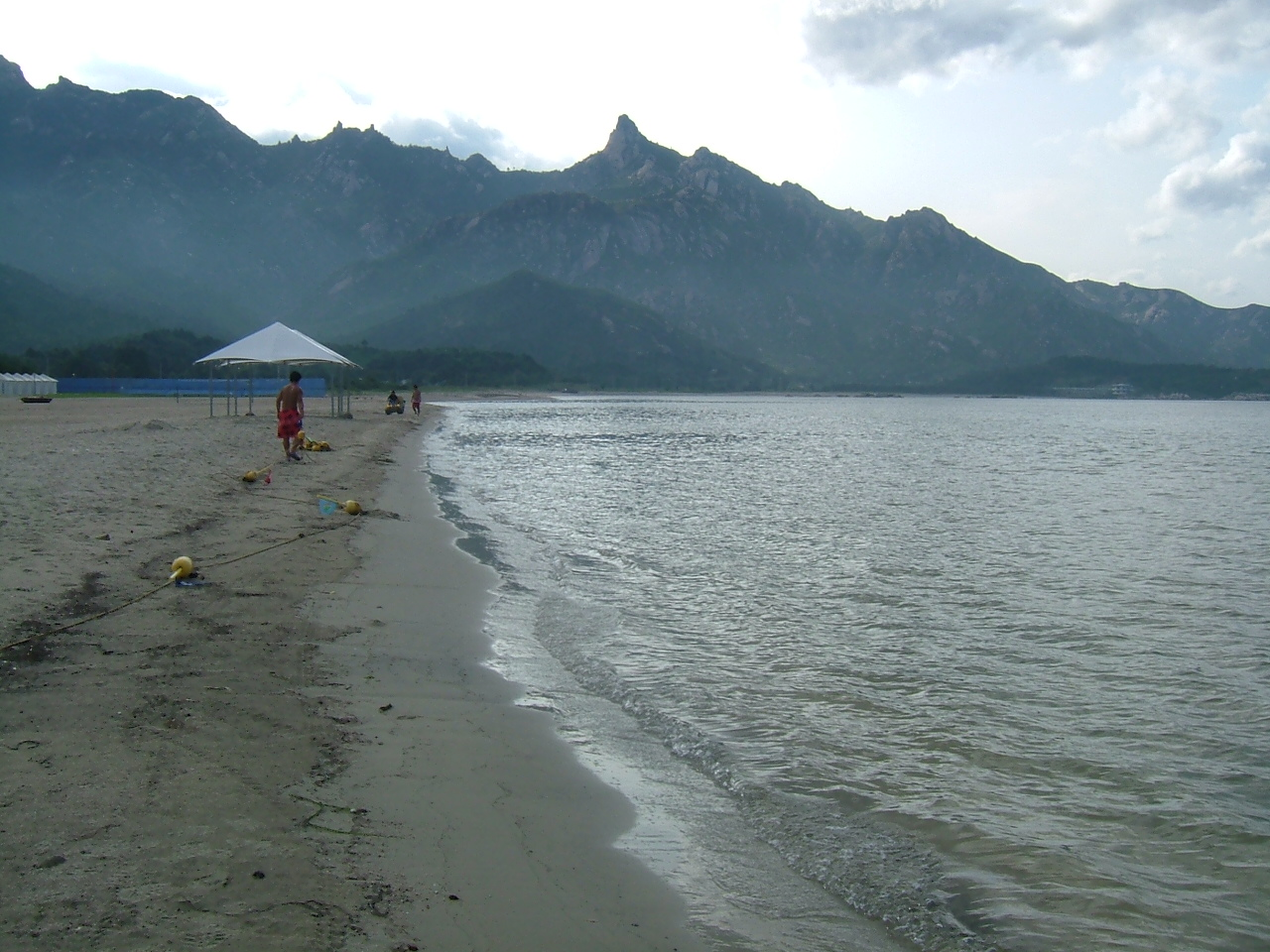
Kŭmgangsan aan de Koreaanse oostkust

Kŭmgangsan (Diamantenberg) is een berg (bergregio) die deel is van het Taebaek-gebergte aan de oostkust van Noord-Korea en bij de grens met Zuid-Korea. De bergregio heeft een maximale uitbreiding van 40 kilometer in oost-westrichting en van 60 km in noord-zuidrichting. De berg zelf heeft een top van 1638 meter hoog. 
De berg werd in juli 2025 tijdens de 47e sessie van de Commissie voor het Werelderfgoed in Parijs erkend als UNESCO gemengd (d.i. natuur- en cultureel) werelderfgoed en onder de titel "Kumgangsan, diamantberg van de zee" aan de werelderfgoedlijst toegevoegd.

## Geologie
Het gesteente bestaat hoofdzakelijk uit graniet en dioriet. Door erosie is in de loop van duizenden jaren een groot aantal gesteenteformaties ontstaan. In het verleden zijn meer dan 12.000 van dergelijke formaties geteld.

## Administratieve Structuur
De regio wordt in drie delen onderscheiden:
- Naekŭmgang (Binnenste diamantgebergte): met een soortenrijke, deels wereldwijd unieke planten- en dierenwereld; er zijn boeddhistische tempels en enkele nederzettingen (zoals Changan-sa, Maha-yon, Bodeogam); de hoogste top ligt in dit gedeelte.
- Oekŭmgang (Buitenste diamantgebergte): kalkrijk gedeelte, met steil oprijzende bergtoppen (zoals Sujeongbong, Ongnyeobongdem)
- Haekŭmgang (Zee-diamantgebergte) aan de kust van de Japanse Zee.

De bergen waren lange tijd middelpunt van het Koreaanse boeddhisme, waarvan de oorsprong ter plaatse teruggaat tot de eerste eeuw. In 1914 zouden er volgens Japanse opgaven omstreeks 40 kloosters met 443 monniken en 85 nonnen hebben bestaan.

## Ontsluiting per spoorweg
Voor een betere ontsluiting werd tussen 1924 en 1931, toen Korea een Japanse provincie met de naam Chōsen was, een 116 km lange elektrische spoorlijn tussen de stad Cheorwon en de voet van het gebergte aangelegd. De elektriciteit werd in eigen beheer opgewekt. Met ingang van maart 1924 was de Kongosan Electric Railway Co. Ltd. het op twee na grootste commerciële opwekkingsbedrijf in Korea. Met de spoorlijn ging ook het transport van goederen sneller, omdat wegen in het bergachtige landschap vaak met grote omwegen waren aangelegd.
Vanaf 1944 werd wegens de Chinees-Japanse oorlog een deel van de lijn niet meer gebruikt, de benodigde rails en andere materialen waren nodig voor baanvakken die in verband met de oorlog belangrijker waren. Het stilgelegde deel betrof Changdo–Naekŭmgang (49,0 km).
Nadat Japan de Tweede Wereldoorlog had verloren en de twee Korea's waren ontstaan, lag het baanvak in twee landen. Wegens de Korea-oorlog en de instelling van de gedemilitariseerde zone werden aan Zuid-Koreaanse zijde de rails opgebroken. Aan de noordkant van de grens liggen de rails er nog, maar worden niet gebruikt.

## Toerisme
De Kŭmgangsan-regio is al sinds honderden jaren bekend om zijn schoonheid. Vanaf de deling van Korea was het gebied rond de berg tot militaire sperzone verklaard, en daardoor voor het publiek niet toegankelijk.
Na een overeenkomst met Zuid-Korea werd eind 20e eeuw een deel van het gebied weer voor toeristen opengesteld. Vanaf 1998 was de regio met een veerboot vanuit Zuid-Korea bereikbaar, maar vanaf 2003 was het ook mogelijk per bus erheen te reizen. Het Zuid-Koreaanse bedrijf Hyundai Asan investeerde fors in de plek en bouwde een hotel, een golfbaan en andere faciliteiten. Het was een aantrekkelijke plaats en in juni 2005 waren al ruim 1 miljoen toeristen in het gebied geweest. Voor Noord-Korea leverde dit project ook flink veel buitenlandse deviezen op.
In juli 2008 schoot een Noord-Koreaanse soldaat en Zuid-Koreaanse toerist dood. De vrouw, Park Wang-ja (53), was in een gebied gekomen waar geen toeristen zijn toegestaan en de soldaat opende het vuur. Bezoekers van de zone mogen alleen in een duidelijk gemarkeerd gebied komen en mogen geen contact hebben met nabijgelegen Noord-Koreaanse dorpen. Controleposten, hekken en prikkeldraad zijn er om de contacten te voorkomen. Na het incident besloot Zuid-Korea de medewerking aan het toeristenprogramma stil te leggen.
In 2010 gaf Noord-Korea aan het toerisme vanuit Zuid-Korea weer te herstarten. Het had gepoogd Chinese toeristen naar het gebied te krijgen, maar dit mislukte. Op deze eis werd niet positief gereageerd vanuit Zuid-Korea mede omdat de veiligheid van de toeristen nog altijd niet werd gegarandeerd. Noord-Korea besloot de hotels en faciliteiten in beslag te nemen.
In 2019 besloot de Kim Jong-un tot afbraak van de door Zuid-Korea gebouwde hotels in de regio, die door Noord-Koreaanse gebouwen vervangen worden.